# Christene Vlaamse Volkspartij
De Christene Vlaamse Volkspartij of Kristene Vlaamsche Volkspartij was een regionale Vlaams-nationalistische (scheur)partij, opgericht door Floris Van der Mueren in 1932. Datzelfde jaar kwam de partij op tijdens de Leuvense gemeenteraadsverkiezingen. De partij haalde één zetel binnen en versmolt in 1938 terug met de Katholieke Partij.

## Chronologie
Onder het burgemeesterschap van Remi Van der Vaeren (1926-1932) werd Leuven bestuurd door een Rooms-blauwe coalitie. Uit ongenoegen over het bestuursakkoord, dat geen ruimte liet voor Vlaamsgezinde hervormingen, scheurde de Vlaamsgezinde flank zich in 1932 af van de Katholieke Partij onder leiding van Floris Van der Mueren. 
De lijst van Van der Mueren behaalde 7% van de stemmen, goed voor 1 zetel. De verdeeldheid in de katholieke rangen maakte een einde aan het burgemeesterschap van Remi Van der Vaeren. Van 1932 tot 1938 werd Leuven bestuurd door een coalitie van liberalen en socialisten onder burgemeester Raoul Claes.
In de oppositie interpelleerde Van der Mueren het stadsbestuur over alle mogelijke Vlaams-nationalistische kwesties: de bevlagging van het stadhuis op 11 juli, toelagen aan het Guldensporencomité, het taalgebruik in het onderwijs enz. De partij werd hierin gesteund door de Katholieke Partij en enkele dissidente, socialistische gemeenteraadsleden.
In 1938 ging het CVV opnieuw op in de Katholieke Partij onder de noemer "Verenigde Katholieken". De lijst haalde 11 zetels binnen. In een nieuw gemeentebestuur, wederom onder Van der Vaeren, kreeg Floris Van der Mueren een schepenpost toebedeeld in ruil voor zijn loyaliteit. Na de Tweede Wereldoorlog werd hij door de minister van Binnenlandse Zaken ontslagen wegens verdenkingen van collaboratie.

## Discours
De ideologie van de partij hield het midden tussen conservatisme en rechts-extremisme. Het discours lag in dezelfde lijn als de Katholieke Partij, met focus op Vlaamse kwesties. Vlaamsgezinde scheurlijsten, zoals ook de Sociale Partij te linkerzijde, waren het gevolg van een noodzakelijke coalitievorming met de liberalen. Hierdoor moesten zowel socialisten als katholieken hun Vlaamse eisen opbergen.